# کتابخانه هادریان

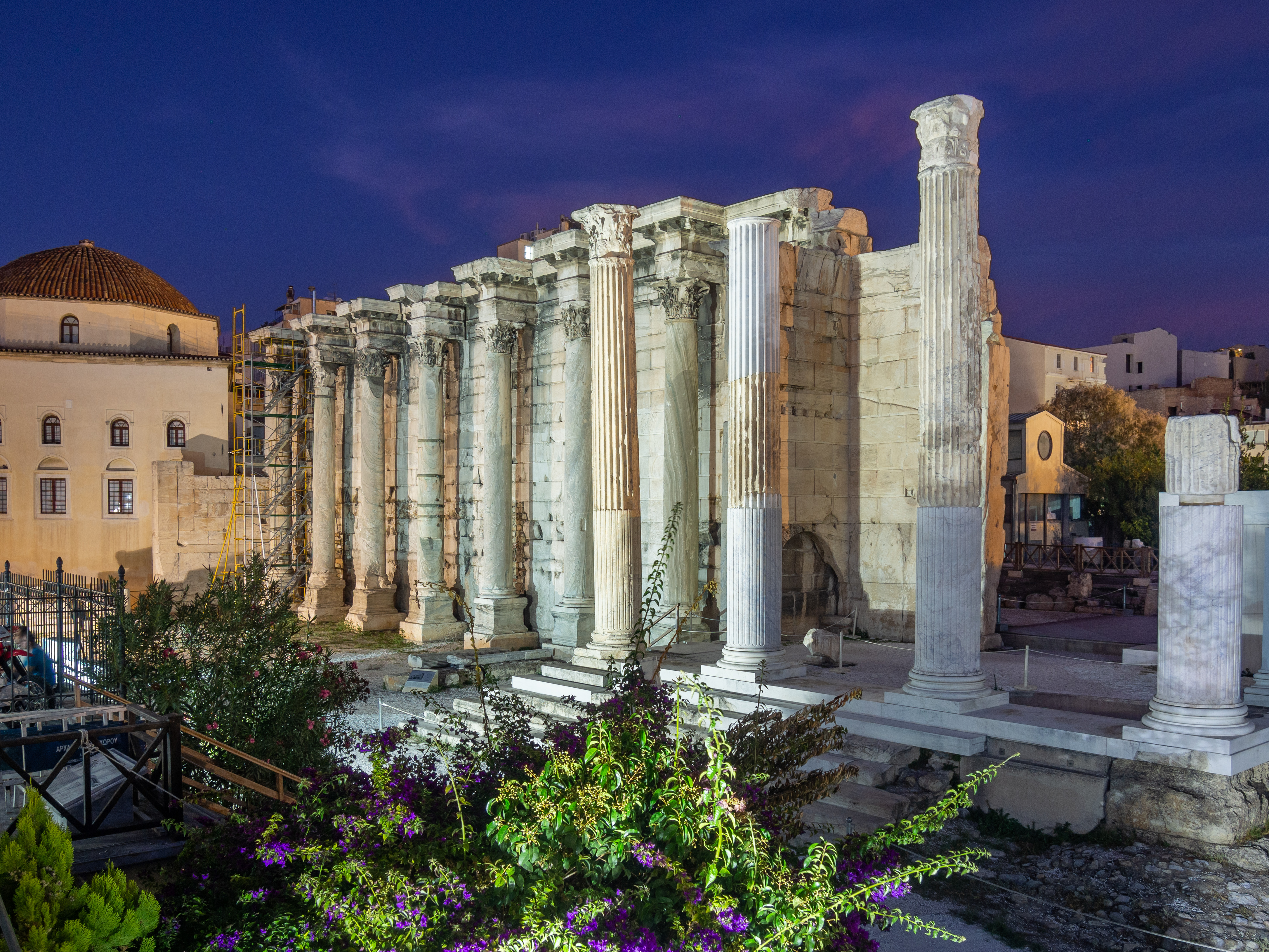
نمایی از ویرانه‌های کتابخانهٔ هادریان در آتن، یونان

کتابخانهٔ هادریان در سال ۱۳۲ پس از میلاد توسط هادریان، امپراتور وقت روم در شمال آکروپولیس آتن بنیان گذاشته‌شد.
ساختمان این کتابخانه از معماری فروم‌های رومی تبعیت می‌کرد و تنها شامل یک ورودی با پیش‌دروازه‌ای به شیوه قرنتی، دیواری بلند و محیط با رَف‌هایی برآمده در قسمت‌های طولانی‌تر، حیاطی درونی با ستون‌هایی در اطراف آن و یک استخر مستطیل‌شکل تزئینی در وسط بود. خود کتابخانه در ضلع شرقی بنا قرار داشت و در آن کتاب‌هایی به شکل طومارهایی از جنس پاپیروس نگهدارای می‌شد. تالارهای مجاور کتابخانه نقش قرائت‌خانه را داشتند و از گوشه‌ها به‌عنوان تالارهای سخنرانی استفاده می‌شد.
کتابخانهٔ هادریان در طی حملهٔ قبایل ژرمنی هرولی در سال ۲۶۷ به‌شدت آسیب دید تا آنکه پرِفِکت هرکولیوس آن را در فاصلهٔ سال‌های ۴۰۷ تا ۴۱۷ بازسازی نمود. در دوران امپراتوری بیزانس سه کلیسا در این مکان ساخته شد که ویرانه‌هایشان تا به‌امروز حفظ شده‌است. همچنین کلیسای دیگری نیز در حدود سدهٔ دوازدهم در اینجا بنا گردید که چیزی از آن باقی نمانده‌است.